# ایوان گارسیا (شیرجه‌رو)
ایوان گارسیا (انگلیسی: Iván García؛ زادهٔ ۲۵ اکتبر ۱۹۹۳) ورزشکار شیرجه اهل مکزیک است.
وی در مسابقات کشوری و بین‌المللی در مجموع برندهٔ ۱ مدال طلا، ۲ مدال نقره شده‌است.